# Canton d'Elven
Le canton d'Elven est une ancienne division administrative française, située dans le département du Morbihan et la région Bretagne.

## Composition
Le canton d'Elven regroupait les communes suivantes :
| Nom               | Code Insee | Intercommunalité                            | Superficie (km2) | Population (dernière pop. légale) | Densité (hab./km2) |
| ----------------- | ---------- | ------------------------------------------- | ---------------- | --------------------------------- | ------------------ |
| Elven (chef-lieu) | 56053      | CA Golfe du Morbihan - Vannes Agglomération | 64,05            | 5 640 (2014)                      | 88                 |
| Monterblanc       | 56137      | CA Golfe du Morbihan - Vannes Agglomération | 25,41            | 3 254 (2014)                      | 128                |
| Saint-Nolff       | 56231      | CA Golfe du Morbihan - Vannes Agglomération | 25,92            | 3 665 (2014)                      | 141                |
| Sulniac           | 56247      | CA Golfe du Morbihan - Vannes Agglomération | 27,92            | 3 461 (2014)                      | 124                |
| Trédion           | 56254      | CA Golfe du Morbihan - Vannes Agglomération | 25,76            | 1 210 (2014)                      | 47                 |
| Treffléan         | 56255      | CA Golfe du Morbihan - Vannes Agglomération | 18,26            | 2 133 (2014)                      | 117                |
| La Vraie-Croix    | 56261      | CC Questembert Communauté                   | 16,63            | 1 436 (2014)                      | 86                 |

## Histoire
- De 1833 à 1848, les cantons d'Elven et de Grand-Champ avaient le même conseiller général. Le nombre de conseillers généraux était limité à 30 par département[1].

## Représentation

### Conseillers généraux de 1833 à 2015
| Période | Période          | Identité                                       | Étiquette   | Qualité |
| ------- | ---------------- | ---------------------------------------------- | ----------- | --- |
| 1833    | 1842             | Abel Marie Hervo (1817-1888)                   |             | Procureur du Roi à Vannes |
| 1842    | 1844 (décès)     | Balthazar Louis Emmanuel de Robien (1782-1844) |             | Propriétaire à Crach et à Alexain (Mayenne)                                                                                              |
| 1844    | 1852             | Arthur de Castel (1791-1876)                   |             | Ancien capitaine du Génie Propriétaire à Saint-Nolff et à Saint-Servant-sur-Oust (château du Castel), ancien conseiller d'arrondissement |
| 1852    | 1867             | Comte Henri-François-Eustache de Virel         |             | Maître de forges à Trédion |
| 1867    | 1871             | Ambroise Louis Marie Caradec                   |             | Président du Tribunal civil de Vannes |
| 1871    | 1916 (décès)     | Albert Caradec                                 | Droite      | Avocat à Vannes Maire de Theix Député (1885-1889)                                                                                        |
| 1916    | 1919             | siège vacant                                   |             | |
| 1919    | 1940             | Jean Gachet                                    | URD         | Maire de Saint-Nolff |
|         |                  |                                                |             | |
| 1943    | 1945             | Ambroise Bocher                                |             | Négociant en vins Maire d'Elven Nommé conseiller départemental en 1943                                                                   |
|         |                  |                                                |             | |
| 1945    | 1971 (décès)     | Emmanuel Bertho (1897-1971)                    | MRP puis RI | Président de la Commission départementale Suppléant du député Hervé Laudrin                                                              |
| 1971    | 1988             | Roger Michel                                   | RI puis DVD | Médecin Maire d'Elven (1967-1989) |
| 1988    | 1994             | Pierre Le Droguen                              | PS          | Agriculteur, maire de Sulniac (1977-2014)                                                                                                |
| 1994    | 2001             | René Mazier                                    | DVD         | Maire de Treffléan (1989-2014), suppléant du député Jean-Charles Cavaillé                                                                |
| 2001    | 2011 (démission) | Joël Labbé                                     | EELV        | Assistant technique Maire de Saint-Nolff (1995-2014) Sénateur (2011-2023)                                                                |
| 2011    | 2015             | Élodie Le Rohellec                             | DVE         | Enseignante Adjointe au maire d'Elven |

Un nouveau découpage territorial du Morbihan entre en vigueur à l'occasion des élections départementales de 2015. Il est défini par le décret du 21 février 2014, en application des lois du 17 mai 2013 (loi organique 2013-402 et loi 2013-403).

En vertu de ce nouveau découpage, les communes du canton d'Elven sont réparties entre les nouveaux cantons de Questembert et de Vannes-3.

### Conseillers d'arrondissement (de 1833 à 1940)
| Période                                  | Période      | Identité                    | Étiquette                | Qualité |
| ---------------------------------------- | ------------ | --------------------------- | ------------------------ | --- |
| 1833                                     | 1836         | Arthur de Castel            |                          | Propriétaire à Saint-Nolff                                                                                  |
|                                          |              |                             |                          | |
|                                          | 1883 (décès) | M. Nicolas                  |                          | |
| 1884                                     | 1915 (décès) | Adrien Le Franc (1850-1915) | Conservateur             | Notaire, maire d'Elven                                                                                      |
| 1915                                     | 1919         | siège vacant                |                          | |
| 1919                                     | 1925         | Pierre Lorgeoux (1879-1960) | Républicain progressiste | Maire d'Elven                                                                                               |
| 1925                                     | 1940         | Julien Roblin               | URD                      | Médecin à Elven                                                                                             |
| 1940                                     |              |                             |                          | Les conseils d'arrondissement ont été suspendus par la loi du 12 octobre 1940 et n'ont jamais été réactivés |
| Les données manquantes sont à compléter. |              |                             |                          | |

## Démographie
| 1962  | 1968  | 1975  | 1982   | 1990   | 1999   | 2006   | 2011   | 2012   |
| ----- | ----- | ----- | ------ | ------ | ------ | ------ | ------ | ------ |
| 7 807 | 8 277 | 9 881 | 11 803 | 13 991 | 14 420 | 17 606 | 19 996 | 20 314 |